# Сулима, Владимир Степанович
Влади́мир Степа́нович Сулима́ (1946 — 7 ноября 1968) — советский серийный убийца и насильник. В период с апреля по июнь 1968 года совершил 3 убийства и около 20 нападений на девушек и женщин в Перми.

## Биография

### Детство
Владимир Сулима родился в 1946 году. Воспитывался в семье религиозного сектанта. Отец Степан Сулима заставлял сына читать молитвы, а за непослушание порол розгами и ставил коленями на гречку. Однажды отец затолкал Владимира в бочку и сбросил в овраг, вследствие чего тот потерял сознание.

### Первые преступления
В 1960 году, в 14 лет, Владимир «снял» взрослого мужчину лёгкого поведения, заплатив ему 3 рубля. После этого он неоднократно вступал в сексуальные отношения с мужчинами и женщинами. Позже стал нападать на женщин и насиловать их. На момент ареста в 1962 году, когда ему исполнилось 16 лет, на его счету было 13 изнасилований. Большинство преступлений совершил на территории парка Балатово. Суд приговорил его к 8 годам лишения свободы с отбыванием наказания в колонии для несовершеннолетних. Сокамерники были в шоке, так как Сулима обладал неестественно большим половым органом. Сулима неплохо устроился в колонии. Воспитательницы, поражённые размером полового органа, с удовольствием вступали с ним в сексуальный контакт. Отсидел насильник меньше половины срока. Руководство колонии решило, что Сулима встал на путь исправления. В 1966 году получил условно-досрочное освобождение. Устроился на работу шофёром в политехнический институт. Женился, в семье родился ребёнок.

### Убийства
Первое убийство Сулима совершил весной, в апреле 1968 года. Около стадиона «Локомотив» он напал на Галину Белоножко, проломил ей череп ударом молотка и забрал у девушки сумку. В скором времени он с целью изнасилования совершил ещё 9 нападений, во время которых бил девушек молотком по голове, насиловал и грабил. 2 из них закончились убийствами потерпевших женщин. Свидетелями одного из убийств, третьего по счёту, во время которого Сулима использовал нож, стали дети, игравшие в «войнушку». Один из них заметил примету маньяка — большие оттопыренные уши. Последняя жертва Сулимы осталась жива, так как удары смягчил шиньон. У девушки преступник забрал сумку и скрылся.

### Арест, следствие и суд
На следующий день после нападения потерпевшая пошла в поликлинику, где увидела Сулиму в очереди. Она вызвала милицию, но преступник уже скрылся из поликлиники. Однако он оставил медицинскую карту, был по ней идентифицирован и арестован 11 июня 1968 года. Сулима сразу во всём сознался. Он ни в чём не раскаивался.
Я проспал всю ночь в Перми. Когда проснулся, было уже утро. Времени не знаю сколько, но рассвет наступил. Вот. Я увидел, что по лестничной клетке через железнодорожные пути слева от вокзала, вот, поднималась какая-то женщина. Не знаю, зачем, отчего, как я вышел, взял молоток в кабине, вот, пошёл за ней. Мне попадался народ навстречу. Когда она прошла через лестницу, вот, то после свернула направо. Я пошёл за ней. Мимо пожарного отделения. Там я её стал догонять. И зачем я это делал, как, не могу объяснить. У меня никакой такой цели не было, вот, чтобы убивать там или насиловать. Я взял, вытащил молоток из кармана, стукнул её по голове… Побежал какими-то улицами, на ходу рассмотрел сумку женщины. Ничего там не было, вот. Я выбросил сумку у какого-то забора.
На суде над Сулимой, кроме государственного, присутствовали ещё три общественных обвинителя. Его приговорили к смертной казни через расстрел, на что Сулима заплакал. В просьбах о помиловании маньяк писал о том, что он мог бы быть хорошим дружинником, так как на своём опыте знал, как совершаются нападения на девушек, и таким образом смог бы предотвращать их. Но все его попытки обжаловать приговор ни к чему не привели, и 7 ноября 1968 года Сулима был казнён.

## В массовой культуре
- Документальный фильм «Кровавый Казанова» из цикла «Следствие вели» (2013)